# Thinophilus milleri
Thinophilus milleri är en tvåvingeart som beskrevs av Octave Parent 1933. Thinophilus milleri ingår i släktet Thinophilus och familjen styltflugor. Inga underarter finns listade i Catalogue of Life.